# でんぐりでんぐり
でんぐりでんぐり（蘭：Wentelteefje、英：Curl-up）はM. C. エッシャーによるリトグラフ。初刷は1951年11月。「でんぐりでんぐり」という日本語名はBunkamuraザ・ミュージアムの学芸員宮澤政男によるもの。大きさは170mm×232mm。
エッシャーの作品の中では唯一、大部分がテキストで構成されている。テキストはオランダ語で書かれており、「wentelteefje」や「rolpens」として知られているペダルテルノロタンドモヴェンス・ケントロクラトゥス・アルティクラトゥスという学名の想像上の種について記述されている。エッシャーはこの生物のことを、自身の車輪で前進する車輪型の生き物が自然界に存在していないから生み出されたと述べている。
この生物は、細長く、いくつかのケラチン化した関節を持ち、殻に覆われている。ヒトの足のようにも見える6本の足を持つ。そして、円盤状の頭部の両側に目があり、円柱状のくちばしを持っている。
6本の足で様々な地形を這うことや、くちばしを地面に押し付けて車輪の形になって転がることができる。更に自らの足を使って地面を蹴ることで加速することもできる。斜面では足を折りたたんで転がることもできる。転がった状態からの停止は、胴体着陸のようにして急停止するか、足を使ってブレーキをかけてゆっくりと回転を止めるかの2通りの方法がある。
wentelteefjeという言葉はフレンチトーストのオランダ語表現であり、wentalは「ひっくり返す」を意味する。rolpensはぶつ切りした肉を包んで揚げるか焼くかした料理である。een pensは「腹」を意味する。
テキストは左上から右下にかけて斜めに空間が設けられており、この生物が車輪型になっていく姿を段階的に書いたイラストが挿入されている。この生物は同月の下旬に完成した2つの作品「階段の家」「階段の家Ⅱ」にも描かれている。尚、エッシャーがこの作品と「階段の家」2作を刷った時点では未発見であったが、急ぐ際に全身を車輪状に丸めて斜面を転がり落ちる行動をする蜘蛛（つまり、この仮想動物に少し似た蜘蛛）がアフリカ大陸南部のナミブ砂漠に実在する（Wheel spider：英語版 Wikipedia に於ける記載）。
脚注
1. 1 2  “M.C. Escher - Curl-up”.   The M.C. Escher Company B.V.. 2018年6月9日閲覧。
2. ↑  “【でんぐりでんぐり】”.   ミラクル エッシャー展 (2018年6月4日). 2018年6月7日閲覧。
3. ↑  @escher_ten (2018年6月1日). "【でんぐりでんぐり】". X（旧Twitter）より2018年6月7日閲覧。